# Ferdinand von Fellner-Feldegg

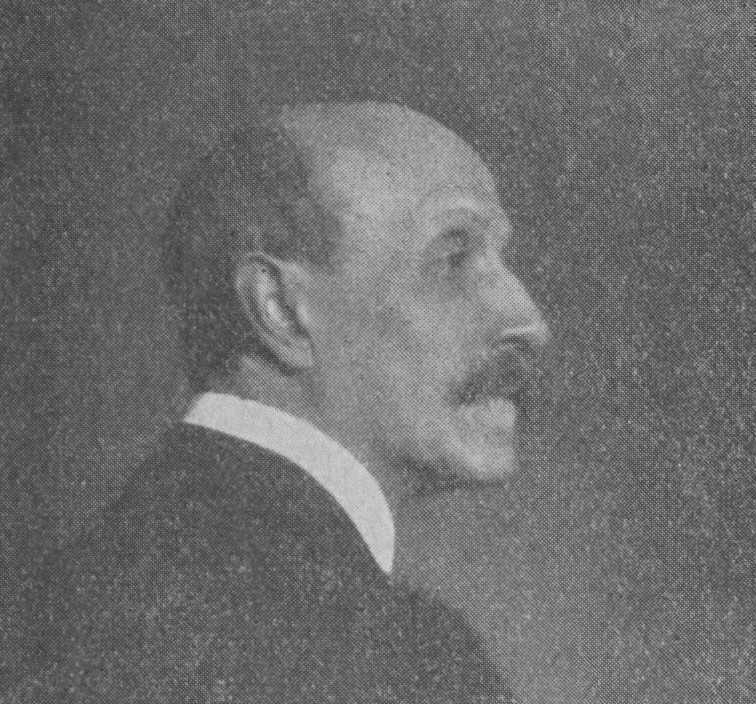
Ferdinand von Fellner-Feldegg, um 1925

Ferdinand Fellner Ritter von Feldegg (* 10. März 1855 in Piacenza; † 8. Dezember 1936 in Wien) war ein österreichischer Architekt und Autor. 

## Leben
1855 wurde von Fellner-Feldegg im italienischen Piacenza als Sohn einer deutschstämmigen Familie geboren, die 1623 in den Ritterstand erhoben worden war. Von 1873 bis 1879 studierte von Fellner-Feldegg Architektur an der Technischen Hochschule Prag, von 1880 bis 1883 an der Akademie der bildenden Künste Wien bei Theophil Hansen. In den beiden folgenden Jahren arbeitete er im Atelier seines Lehrers. Ab 1884 trat er eine Stelle als Lehrer für Bautechnik an der Staatsgewerbeschule Wien an. Zwischen 1895 und 1919 war er dort Professor. 1888 heiratete Fellner-Feldegg und bekam 1891 und 1905 zwei Kinder.
1895 bis 1908 arbeitete er als Redakteur bei der Zeitschrift „Der Architekt“. 1909 wurde er Redakteur der „Mitteilungen der Zentralvereinigung österreichischer Architekten“, wechselte jedoch schon im folgenden Jahr als Chefredakteur zur Wiener Bauindustrie-Zeitung (später Österreichische Bauzeitung) bis zu deren Einstellung im Jahr 1919. Ab 1919 war er Hilfslehrer für Spezialkurse an der Staatsgewerbeschule Wien und zwischen 1925 und 1927 Schriftleiter des „Eros“, einer Zeitschrift für künstlerische Erotik. 1930 wurde er zum  Regierungsrat ernannt.

## Bedeutung
Als Architekt war von Fellner-Feldegg nur in den 1890er Jahren tätig. Er sah sich vor allem als Lehrer und Fachautor. Als Journalist vertrat er die Moderne und bot den Wiener Architekten eine Plattform. Bekannt wurde er vor allem durch seine fachtheoretischen Aufsätze und die journalistische Arbeit bei Architekturmagazinen. Neben architektonischen Beiträgen und philosophisch-psychologischen Essays zum Thema Sexualpsychologie schrieb Fellner-Feldegg auch einige Novellen.

## Auszeichnungen
- 1913: Preis der Ferdinand Fellner jun. Stiftung
- 1893: Ritterkreuz des dänischen Dannebrogordens
- Jubiläums-Erinnerungsmedaille
- Niederösterreichischer Landes-Autorenpreis

## Werke
Fellner-Feldegg realisierte nur wenige Gebäude, dazu gehören zwei Wohngebäude in Wien sowie die Grabkapelle der Familie Schmeykal in Böhmisch-Leipa.

## Veröffentlichungen (Auswahl)
- Die Schönheit im Geschlechtsleben: 12 sexualästhet. Betrachtungen. Frisch & Co., Wien, Leipzig, 1913.
- Paradoxa im Geschlechtsleben: 12 sexualkrit. Betrachtungen. Frisch & Co., Wien, Leipzig, 1913.
- Geist und Sitte im Geschlechtsleben: 12 sexualpsycholog. Betrachtungen. Frisch & Co., Wien, Leipzig, 1913.
- Friedrich Ohmann's Entwürfe und ausgeführte Bauten. Schroll Verlag, Wien, 1914.
- Salzburg: Ein künstlerisches Städtebild. Schroll Verlag, Wien, 1915.
- Leopold Bauer, der Künstler und sein Werk. Schroll Verlag, Wien, 1918.
- Erinnerungen und Bekenntnisse eines Erotikers: Eine psychoanalytische Studie. Frisch & Co., Wien, Leipzig, 1922.
- Erotische Lieder und Dialoge. Frisch & Co. Verlag, Wien, 1924.
- Mein Leben und Schaffen. In: Neue Illustrierte Zeitung. Bd. 30 (1925), Nr. 45, 28.2.1925, S. 5–7 (Digitalisat).